# Lasioglossum limbellum
Lasioglossum limbellum är en biart som först beskrevs av Morawitz 1876.  Lasioglossum limbellum ingår i släktet smalbin, och familjen vägbin. Inga underarter finns listade i Catalogue of Life.